# Епифанские шлюзы
«Епифанские шлюзы» — повесть Андрея Платонова, написанная в 1926 году. Одно из первых крупных произведений писателя.

## История создания
Написана в Тамбове в 1926 году, где автор работал инженером-мелиоратором. Опубликована в 1927 году в сборнике «Епифанские шлюзы». Засушливость той местности, ставшая главной темой произведения, была Платонову хорошо знакома. Повесть выдержана в слегка романтичных приключенческих тонах и не так морально тяжела, как позднее творчество писателя.
В основе образа главного героя лежит реальный исторический персонаж — английский капитан Джон Перри, проживший в петровской России 17 лет и оставивший записки об этом периоде своей жизни. Сочинение Дж. Перри «Повествование о России, в особенности касательно замечательных дел нынешнего царя» (The state of Russia under the present czar) было впервые издано в 1716 году в Лондоне, а в России полностью опубликовано историком М. И. Семевским в «Чтениях Императорского Общества истории и древностей Российских» за 1871 год. Настоящий Перри никогда не подвергался в России ни аресту, ни тюремному заключению, тем более описанной писателем зверской казни. Вернувшись на родину из-за недовольства постоянной задержкой жалованья, он вскоре ушёл на пенсию, осев в Сполдинге в Линкольншире, где в 1730 году, за два года до своей смерти, избран был членом местного общества антиквариев.

## Подробный сюжет
Действие происходит в начале XVIII века в России, в окружении царя Петра I.
Английский инженер Вильям Перри, уже зарекомендовавший себя при постройке шлюзов, пишет письмо, где зовёт в Россию своего брата Бертрана для исполнения нового царского замысла — создания сплошного судового хода (Ивановского канала) между Доном и Окою. Задуманы большие шлюзовые и канальные работы, для прожектерства которых Вильям уже пообещал царю призвать брата, потому что «сам устал, и сердце ссохлось, и разум тухнет».
Весною 1709 года тридцатичетырёхлетний Бертран Перри приплывает в Санкт-Петербург из Лондона. Отдыхая после долгого пути в отведенном покое близ морского цейхгауза, под тревожное завывание бури за окном Бертран вспоминает родной Нью-Кестль и свою двадцатилетнюю невесту Мери. Перед расставанием Мери говорила Бертрану, что ей нужен муж «как странник Искандер, как мчащийся Тамерлан или неукротимый Атилла». Чтобы быть достойным такой жены, и приехал Бертран в этот суровый край. «Но сможет ли Мери ждать его долгие годы?»
Изыскательные работы проведены, Царь выдаёт Бертрану награду в тысячу пятьсот рублей серебром и учреждает жалованье впредь по тысяче рублей каждый месяц. Кроме того, Бертрану даны права генерала с подчинением только царю и главнокомандующему, а наместникам и воеводам дан указ оказывать полное воспособление главному инженеру — всем, чего он ни потребует. Дав Бертрану все права, царь Петр напоминает и о том, что он умеет не только благодарить, но и наказывать супротивщиков царской воли.
Бертран вместе с пятью немецкими инженерами и десятью писцами отправляется в город Епифань, в самую середину будущих работ. Отъезд омрачен письмом из Ньюкестля. Мери упрекает его в жестокости — ради золота он уплыл в дальнюю землю и погубил её любовь. И она предпочла другого — Томаса, и уже ребёнок тревожится под её сердцем. Не помня рассудка, Бертран Перри трижды кряду читает письмо и сжимает зубами трубку так, что из десен льется кровь. «Кончено, друзья… Кровь кончилась, а десны зарастут. Давайте ехать в Епифань!» — овладев собой, говорит он попутчикам.
Лишь в работе Бертран исходит энергией своей души — и сподручные прозывают его каторжным командиром. Осенью приезжает в Епифань Петр и остается недоволен тем, что работы идут медленно. Действительно, как ни ожесточался Перри, мужики укрывались от повинности, а местное злое начальство наживалось на поборах и начетах с казны. Петр проводит дознание, воеводу бьют кнутом и ссылают в Москву для дополнительного следствия, где тот умирает.
По отъезде Петра другая беда находит на епифанские работы. Не только болеют и умирают балтийские мастера и техники-немцы, но также и бегут по тайным дорогам на родину, а без них мужики и вовсе целыми слободами не выезжают на повинность. Под страхом смертной казни приказывает Бертран Перри не пропускать нигде иноземцев в обратную дорогу, но и этим не получается усечь чинимое зло.
Бертран понимает, что зря начал таким штурмом работы. Надо было дать народу притерпеться к труду, а сейчас засел в людях страх от «непосилия»… Новый воевода перехватывает челобитные к царю и объясняет Бертрану, что здешний народ — охальник и ослушник и норовит только доносы сочинять, а не работать. Бертран чувствует, что и новый воевода — не лучше прежнего. Он шлет Петру рапорт с описанием всей истории работ. Царь объявляет епифанское воеводство на военном положении, присылает нового воеводу, но и угрожает Бертрану Перри расправой за нерадивую работу: «Что ты британец — отрадой тебе не станется». Далее герой получает весть от Мери. Она пишет, что умер её первенец, что муж стал совсем чужим и что она помнит Бертрана, понимая мужество и скромность его натуры. Бертран не отвечает Мери.
Весной русла рек не заполняются водой до нужного уровня. Оказывается, тот год, когда проводились изыскания, был необычайно обильным на воду, а для обычного года расчёты неверны. Для накачки воды в каналы Бертран отдаёт приказ расширить обнаруженный подводный колодезь на Иван-озере. Но при работах разрушается вододержащий глинистый пласт, и вода ещё больше убывает. Герой в отчаянии, он потерял родину, Мери, надеясь в работе найти успокоение, но и здесь его настигает безжалостный удар судьбы. Он знает, что не выберется живым из этих просторов и не увидит больше родного Ньюкестля. Но работы продолжаются.
Через год на испытание шлюзов и каналов прибывает комиссия во главе с тем самым учёным, по изысканиям которого и делался прожект работ. Пущенная по каналам вода поднимается так незначительно, «что в иных местах и плот не может пройти, не то что корабль». «Что воды мало будет, про то все бабы в Епифани ещё год назад знали, поэтому все жители и на работу глядели как на царскую игру и иноземную затею…»
Инженер не пытается доказать свою невиновность. Он бродит в степи, а вечерами читает английские романы о любви. Через два месяца Петр присылает курьера с сообщением: Бертрана Перри, как государственного преступника, гнать пешеходом в Москву со стражниками. В Москве он сидит в башенной тюрьме Кремля и наблюдает в узкое окно, как на небе горят в своей высоте и беззаконии звезды. Он просыпается от людей, стоящих над ним. Это дьяк, читающий приговор, и огромный палач-садист без топора. Больше часа, скрежеща и сопя, палач-насильник исходит лютостью над угасающей жизнью Бертрана Перри. Пахнущее духами письмо из Англии, которое приходит в Епифань на имя мертвеца, воевода Салтыков кладет от греха за божницу — «на вечное поселение паукам».

## Анализ
Персонажи, события и форма власти олицетворяют всё то же, происходящее в реальности в этом же месте. Молодой Платонов лично, физическим трудом принимает участие в борьбе с тамбовской засухой, поэтому понимает отчаяние борцов с этой проблемой, однако Советской властью поставлен непререкаемый план — победить засуху в определённые короткие сроки. Амбиции Советской власти, рывшей каналы, соединявшей реки и поворачивавшей их вспять — полное повторение периода петровской России. Царь — сильный, смелый, щедрый человек, как и новый лидер страны Советов, но в нём уже обнаруживаются зачатки тирании, и Платонов намекает нам на те же зачатки у Сталина. В этом рассказе, как и в других фантастических, утопических и гротескных творениях писателя, природа ставит на место человека, возомнившего себя властелином над ней, каким бы гениальным ни был этот человек.

## Публикации
- Платонов А. Епифанские шлюзы // Повести и рассказы / Андрей Платонов. — М.: Московский рабочий, 1966. — С. 122—151. — 488 с. — 30 000 экз. (в пер.)